# The Story of Menstruation
Pour plus de détails, voir Fiche technique et Distribution.
The Story of Menstruation est un court métrage d'animation américain produit par Walt Disney Productions et sorti le 18 octobre 1946. Ce film publicitaire et éducatif a été commandité par la société International Cello-Cotton Company, devenu Kimberly-Clark afin d'expliquer les menstruations.

## Synopsis
Le film présente à travers des animations et des diagrammes le cycle menstruel.
Un narrateur non identifié dans les crédits, informe le spectateur « qu'il n'y a rien d'étrange ou de mystérieux dans les règles. » Pour confirmer ses propos, on voit une femme se laver, faire du cheval ou danser pendant sa période menstruelle. Le narrateur donne aussi des conseils pour éviter la constipation et la dépression ainsi que d'autres pour conserver une apparence présentable.

## Fiche technique
- Titre original : The Story of Menstruation
- Série : court-métrage publicitaire et/ou éducatif
- Réalisateur :
- Distributeur : International Cello-Cotton Company
- Société de production : Walt Disney Productions
- Format d'image : Couleur (Technicolor)
- Durée : 10 minutes[3]
- Pays de production :  États-Unis
- Langue : anglais
- Date de sortie :
  - États-Unis : 18 octobre 1946[4]

## Commentaires
Le film a été commandité par International Cello-Cotton Company, propriétaire de la marque Kotex. Il fait partie d'une série de courts métrages réalisés entre 1945 et 1951 par le studio Disney à destination des établissements scolaires américains, au sein d'une division nommée Educationnal and Industrial Film. Il a été approuvé et recommandé par le magazine Good Housekeeping, gagnant ainsi en popularité.
The Story of Menstruation est l'un des premiers films publicitaires sponsorisés qui a été distribué dans les écoles. Il a été fourni aux instituteurs et aux étudiants avec un livret intitulé Very Personally Yours qui comprenait des encarts publicitaires pour les produits de la marque Kotex et déconseillait l'usage des tampons hygiéniques, produit vendu principalement sous la marque Tampax par la société concurrente Procter & Gamble. Ce film a été projeté à environ 105 millions d'étudiants américains dans des classes sur l'éducation et la santé, jusque dans les années 1960.
The Story of Menstruation semble être le premier film à utiliser explicitement le mot « vagin » à l'écran. Toutefois le film use de ce terme dans un sens clinique et non sexuel avec une mise en exergue de l'hygiène. Graphiquement l'aspect des filles est proche de Cendrillon, ce qui peut s'expliquer par le fait que le film Cendrillon (1950) était en production. De plus afin de ne pas choquer son public, le studio Disney a décidé de représenter les règles non pas avec un rouge sang mais avec une couleur blanche, de même le film ne mentionne ni l'hymen, ni le clitoris ni les petites lèvres et grandes lèvres.
Donald Crafton, cité par Sean Griffin, considère que le film utilise des méthodes pédagogiques qui ont été reprises dans Peter Pan  (1953) afin d'apprendre aux enfants les rôles de la masculinité et de la féminité dans l'Amérique des années 1950.